# St. Antonius Abt (Tungerloh)

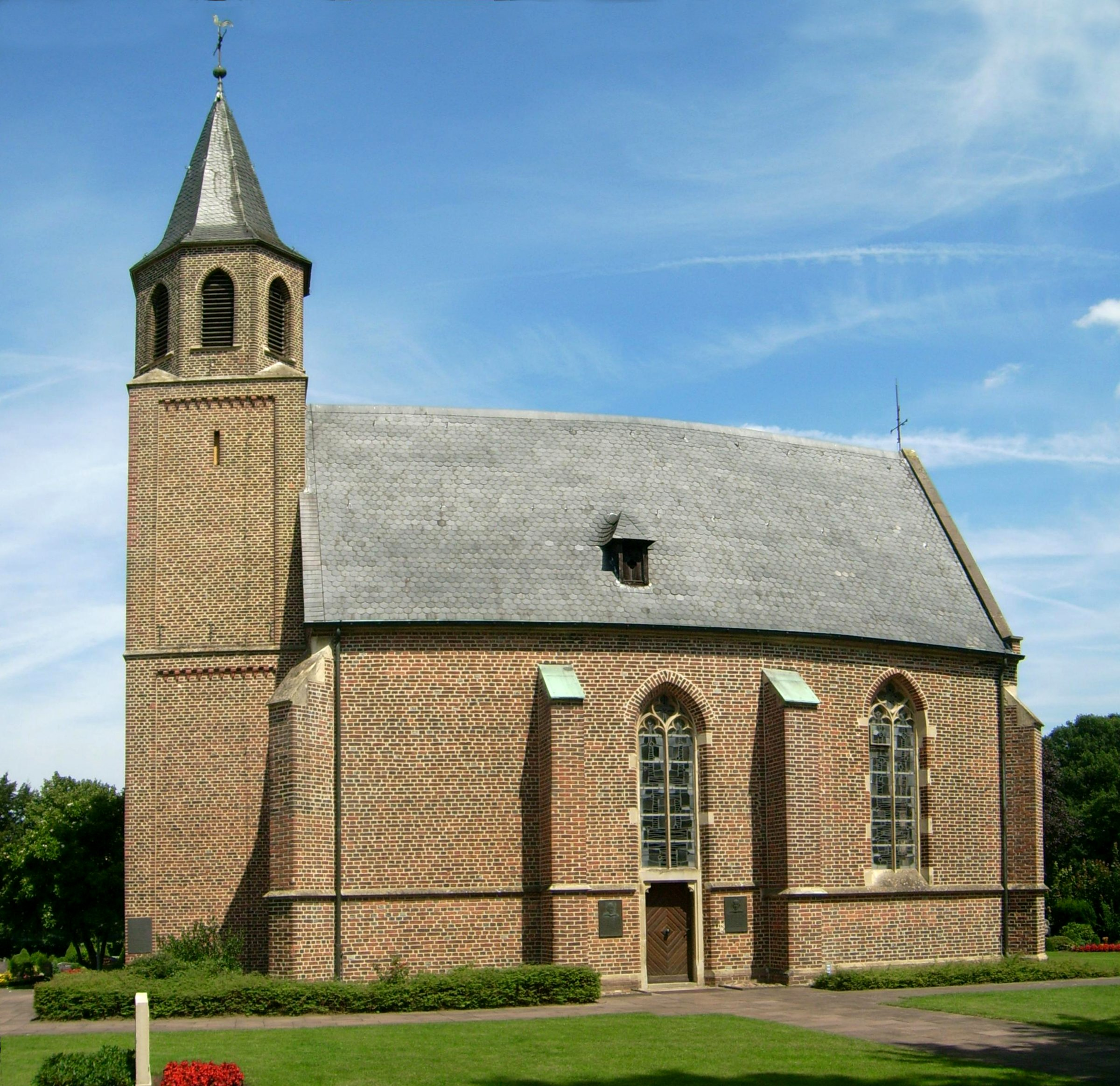
St.-Antonius-Kapelle

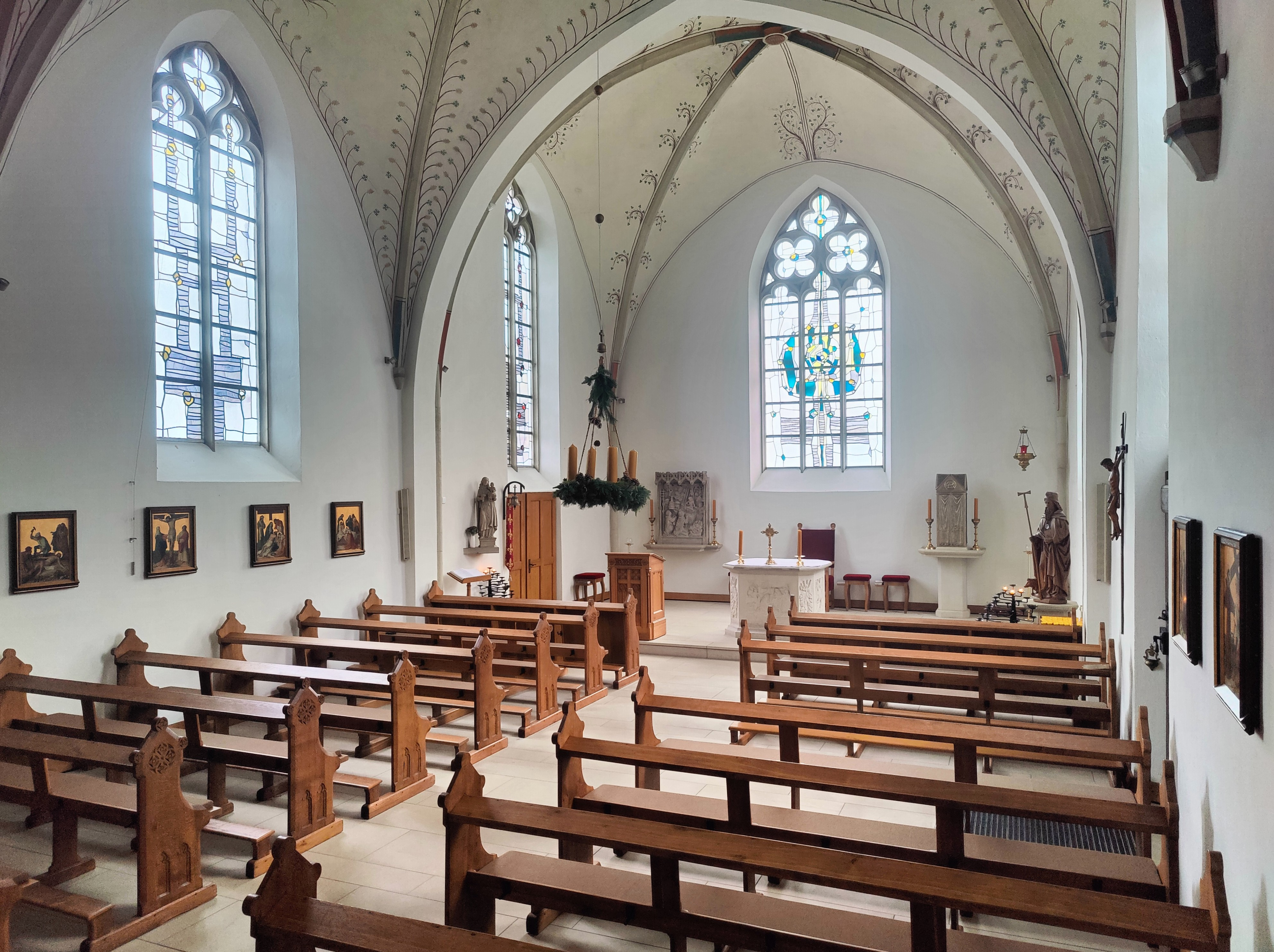
Innenansicht (2022)

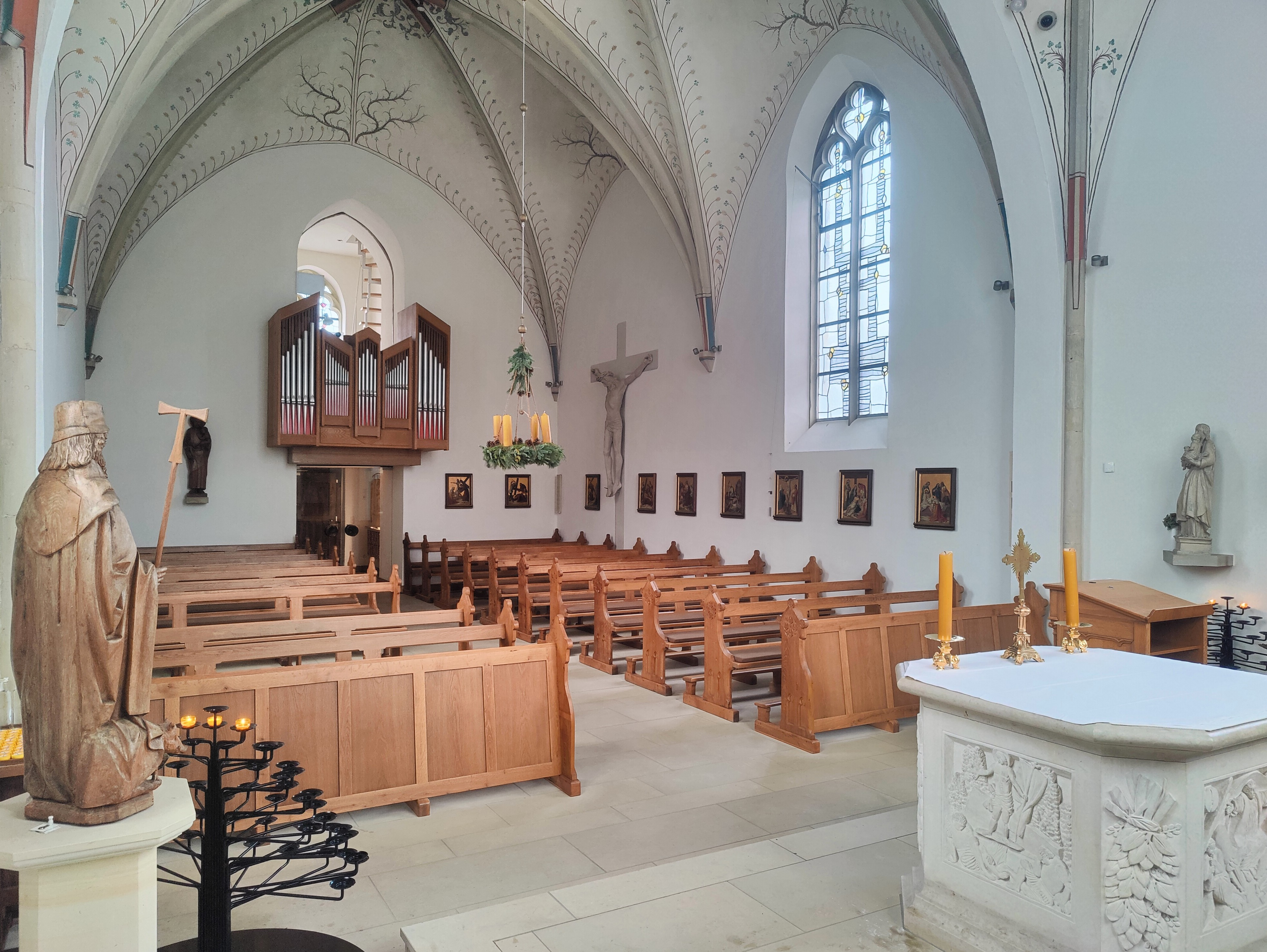
Innenansicht, Blick zur Orgel

Die römisch-katholische Kapelle St. Antonius Abt ist ein denkmalgeschütztes Kirchengebäude in Tungerloh, einem Ortsteil von Gescher im Kreis Borken in Nordrhein-Westfalen. Seit 1998 ist das Gebäude als Autobahnkapelle ausgewiesen.

## Geschichte und Architektur
Die Kapelle mit drei Jochen Länge steht inmitten eines Friedhofs auf einer eisenzeitlich bedingten Sanddüne. Sie war ursprünglich mit einer Klause verbunden. Der gotische Gewölbesaal in Backstein wurde im 15. Jahrhundert gebaut. Der Chor stammt von 1433, das Langhaus wurde 1478 neu gebaut. Unterhalb des Chorfensters befindet sich ein zugemauertes Hagioskop. Der Turm wurde 1885 errichtet. Der Innenraum wurde 1972 neu gestaltet und es wurde eine Sakristei angebaut.
Trotz des gleichen Steinformats sind die unterschiedlichen Mauerwerksverbände zu erkennen. Das Chorjoch wurde im Wechselverband, das Langhaus im Blockverband gemauert. Über den Strebepfeilern zwischen Chor und Langhaus erscheint eine deutliche Baunaht. Das Mauerwerk ist sparsam durch Werksteine aus Baumberger Sandstein gegliedert. Die Fensterlaibungen bestehen aus Sand- und Backstein. Die Sockelzone wird in Höhe der Fensterbrüstung von einem umlaufenden Sandstein-Gesims abgeschlossen. Die zweibahnigen Maßwerk-Fenster sind oben mit einem Dreipass geschlossen. Die Eingangstür auf der Südseite des mittleren Jochs besitzt eine spätgotisch profilierte Sandsteinumrahmung mit genasten Konsölchen unter dem Türsturz. Diese Tür aus dem 15. Jahrhundert wird heute als Seiteneingang bezeichnet, war allerdings das Hauptportal. Die östliche Giebelwand des Rechteckchores wird durch ein Maßwerkfenster dominiert. Das Fenster wurde 1869 nach Entwürfen von H. B. Becks renoviert und teilweise neu erstellt. Unterhalb dieses Fensters findet sich eine kleine Nische, die früher als Durchreiche der Kommunion für Kranke gedient haben soll.

## Ausstattung

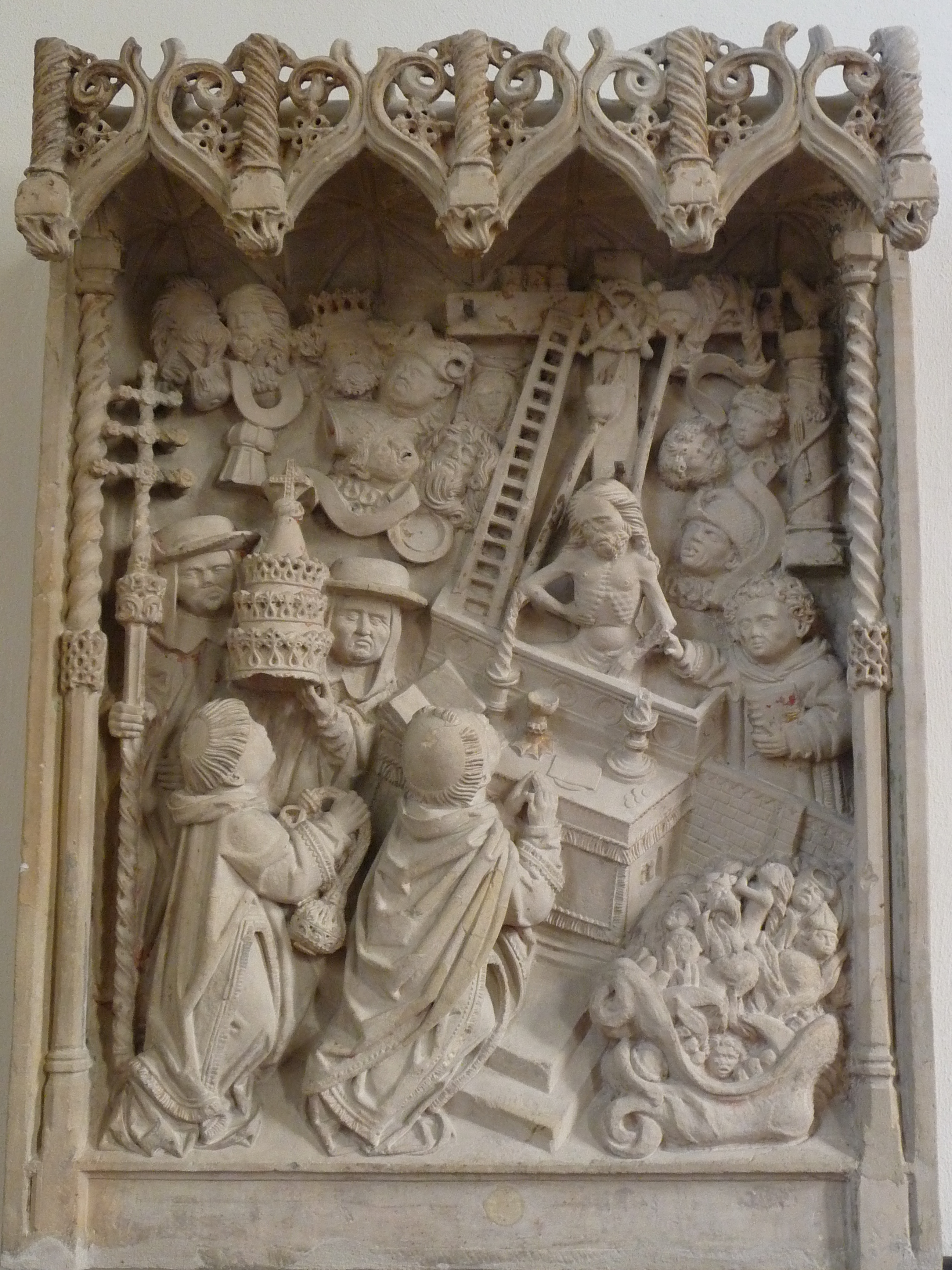
Relief

- Steinrelief mit Gregorsmesse aus dem letzten Viertel des 15. Jahrhunderts
- Bronze-Kronleuchter, bezeichnet 1696
- Marienstatue vom Bildhauer Bernd Meiering aus dem Jahre 1675
- Von kunsthistorischer Bedeutung ist die hölzerne Statue des Hl. Antonius, des Schutzpatrons der Kirche, die um 1500 gefertigt wurde. Die Figur wurde 1972 restauriert.
- Auf dem Friedhof befindet sich ein steinernes Kruzifix aus der zweiten Hälfte des 15. Jahrhunderts.
- Aus dem 15. Jahrhundert stammende Gewölbemalereien wurden 1983/1984 freigelegt.

### Orgel
Die Orgel wurde 1978 von Gebrüder Stockmann Orgelbau erbaut. Sie besitzt 6 Register auf einem Manual und Pedal. Die Disposition lautet:
| Manual C–g3 |      |
| Bleigedackt | 8′   |
| Prinzipal   | 4′   |
| Blockflöte  | 4′   |
| Nachthorn   | 2′   |
| Zimbel III  | 2⁄3′ |

| Pedal C–f1 |     |
| Subbass    | 16′ |

- Pedalkoppel

### Glocken
Im Kirchturm hängen zwei Glocken, die von der Glockengießerei Petit & Gebr. Edelbrock in den 1950er Jahren gegossen wurden, sie erklingen in den Tönen es² und ges².